# Euphorbia capitulata
Euphorbia capitulata là một loài thực vật có hoa trong họ Đại kích. Loài này được Rchb. mô tả khoa học đầu tiên năm 1832.

## Hình ảnh

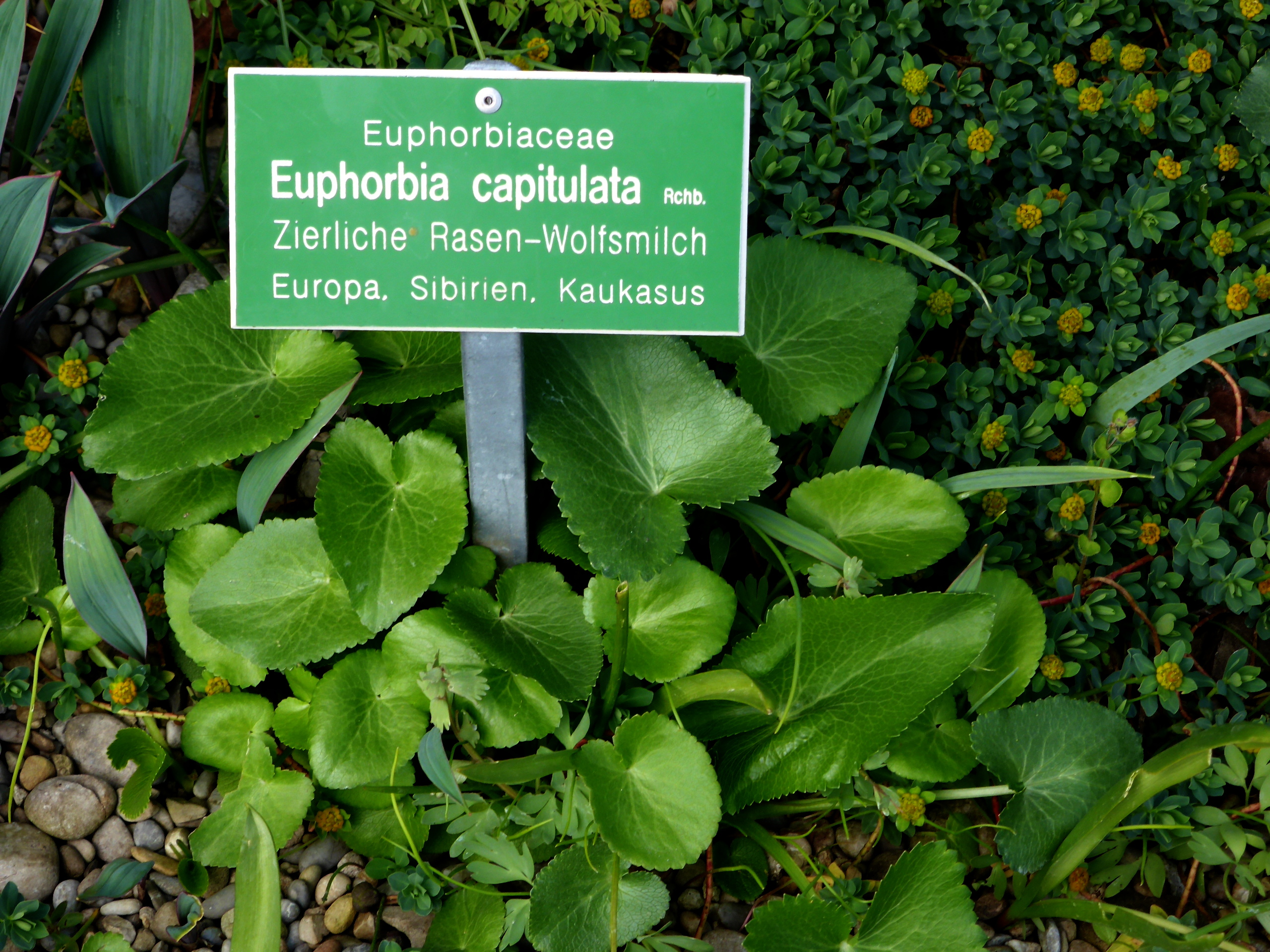